# Sceloporus bicanthalis
Sceloporus bicanthalis (трансвулканічна купинна ігуана) — вид ігуаноподібних ящірок родини фриносомових (Phrynosomatidae). Ендемік Мексики.

## Опис
Транвулканічна купинна ігуана — це невелика ящірка, довжина якої (без врахування хвоста) становить 45 мм.

## Поширення і екологія
Трансвулканічні купинні ігуани поширені на Мексиканському нагір'ї, від сходу долини Мехіко до східної частини Трансмексиканського вулканічного поясу та до півночі гірського хребта Сьєрра-Мадре-де-Оахака. Вони живуть на купинних луках та в рідколіссях, на висоті від 2900 до 4400 м над рівнем моря. Є живородними.